# NGC 3432
NGC 3432 este o interacțiune de galaxii situată în constelația Leul Mic. A fost descoperită în 19 martie 1787 de către William Herschel. Se află la o distanță de 13,87 megaparseci de Pământ.